# Ferrari
Ferrari S.p.A. er en multinational italiensk sportsbils-producent med hovedsæde i Maranello, Italien. Virksomheden er grundlagt af Enzo Ferrari i 1929, som Scuderia Ferrari, og virksomheden sponsorerede racerkørere og fremstillede racerbiler indtil produktionen af biler til gadebrug blev påbegyndt i 1947 under navnet Ferrari S.p.A. Gennem hele sin historie har Ferrari deltaget i racerløb, især i Formel 1, og bilerne ses generelt som et symbol på luksus og rigdom.
Ferraris logo er et gult skjold med en stejlende sort hingst. Deraf kommer Ferraris kælenavn Cavallino Rampante.

## Historie
Enzo Ferrari begyndte sin karriere som racerkører, men fandt efterhånden ud af, at hans evner var større indenfor ledelse. Han var teamchef for Alfa Romeo gennem 1920'erne og 1930'erne, men havde afbrudt disse bånd i 1938 for at udvikle sine egne biler. Hans fratrædelsesordning med Alfa Romeo stipulerede, at han ikke måtte benytte sit eget navn, så disse biler blev bygget under navnet Auto Avio Construzioni. Da krigen kom, blev hans fabrik i Modena lagt om til krigsproduktion. Efter krigen kunne Enzo ikke komme hurtigt nok i gang med at lave racerbiler igen og etablerede sig i Maranello (10 km syd for Modena), så allerede i 1946 fremstod den første "rigtige" Ferrari model 166. Enzo indså dog hurtigt, at præmiepenge ikke kunne finansiere hans racerteam, så han besluttede at fremstille gadebiler på grundlag af racermodellerne og sælge til eksorbitant høje priser. Denne strategi var vovet set med baggrund i tidens økonomi, men der var dog stadig nok rige til at holde Ferrari oppe. Og de priser, han tog, (og hans firma stadig gør), øgede blot "mystikken" om bilmærket.
I starten af 1960'erne forsøgte Ford at købe Ferrari, og man kom meget langt i realitetsforhandlinger, før Enzo alligevel sagde nej, da Enzo ikke ville give slip på Racerafdeling. Der er siden blevet spekuleret i, at Enzo nok var klar til at sælge, men kun til et andet italiensk firma, og hans forhandlinger med Ford kun var for at lokke disse ud af busken. Desværre for Enzo lykkedes den plan ikke. Og da Henry Ford II samtidig blev sur og påbegyndte en jagt på Ferrari på forskellige motorsportsbaner med Fords eget team, var midten og slutningen af 1960'erne ikke en god periode for Ferrari. Det hele endte med, at Ferrari solgte hele personbilsproduktionen og halvdelen af racerbilsproduktionen til Fiat i 1968. Dog beholdt Enzo den enevældige ledelse af racerteamet. Man kan spekulere på, hvor hårdt et slag det var for ham, da hans første kærlighed altid var racerbilerne, og personbilerne "kun" var en måde at tjene penge til racerteamet på.
Enzo døde 90 år gammel i 1988, hvorefter Fiat erhvervede 40 procent af de udestående aktier i racerteamet, mens Ferraris "uægte" søn Piero Lardi Ferrari arvede de sidste 10 procent. Efter Enzos død har Fiat formået at vedligeholde myterne og legenden om Ferrari som noget særligt. Det skyldes ikke mindst, at man siden 1993 har haft Luca di Montezemolo i direktørstolen. Han har i enestående grad formået at forvalte arven efter Enzo, måske endda med endnu større succes end Enzo selv. Han begyndte sin direktørtid med at udpege franske Jean Todt til teammanager for racerteamet, og denne har fået knyttet stort set alt, hvad der er bedst i formel 1 til Ferrari, hvilket har medført, at Ferrari i dag er et af de bedste hold i denne sport. Di Montezemolo har på personbilsområdet gennemtrumfet en uhørt kvalitetsforbedring af bilerne, samt haft en restriktiv produktionspolitik (maksimalt 5.000 biler pr. år), der har resulteret i, at efterspørgslen til stadighed overgår udbuddet.
Fiat købte i 1999 Maserati af Alejandro de Tomaso, og slog dem sammen med Ferrari i én forretningsenhed under di Montezemolo ledelse. Hans første skridt var at lukke Maserati i et år for at renovere produktionen. Samtidig udvikledes en helt ny model, og det blev siden til yderligere to modeller. Grundet de interne problemer i FIAT udskilte man igen Maserati i 2005 og lagde dem ind under Alfa Romeo's ledelse.
I dag (oktober 2006) fremstiller Ferrari modellerne: F430, 599 GTB Fiorano, 612 Scaglietti og supermodellen "Enzo" – Dog produceres sidstnævnte ikke mere, da der kun er lavet 400 eksemplarer. I Danmark sælges billigste model (F430) for DKK 3.286.000 og dyreste (599 GTB Fiorano F1 (F1=manuel gearkasse med automatisk kobling betjent v.hj.a. vippetaster/skiftepaler bag rattet "som i Formel 1")) for DKK 4.819.000. Enzo modellen lagerføres ikke men vil på danske plader koste i omegenen af 15-20 millioner kroner.
Ferrari blev i 2016 udskilt fra Fiat-Chrysler. Ferrari er i dag kontrolleret af Agnellifamilien.

## Farver
Op imod 90 procent af Ferraris nyere biler sælges som røde (rosso corsa = Italiens officielle racer farve), men gul er også en fremtrædende farve hos bilmærket, jævnfør den sorte stejlende hingst på en gul baggrund, der har sin oprindelse i at gul symboliserer byen Modena hvor Ferrari startede sit motorsport team.

## Modeller til gade og løb
Designer for Ferrari California: Michael Buchholdt

### 6-8 cylindere
- Dino 206/246/208/308
- Ferrari Mondial 8/QV (Cabriolet)
- Ferrari 308/208
- Ferrari 328
- Ferrari 348 TB/TB/GTB/GTS/Spider/Speziale/GT Competizione
- Ferrari F355 Berlinetta/GTS/Spider/F1 Spider Serie Fiorano
- Ferrari 360 Modena/Spider
- Ferrari F430
- Ferrari California
- Ferrari 458 Italia

### 12-cylindere
- Ferrari 125 S
- Ferrari 159/166
- Ferrari 195
- Ferrari 212
- Ferrari 250
- Ferrari 275
- Ferrari 330
- Ferrari 365 GT/GT4 2+2/GT4/BB/GTB/GTS/GTC/California Cabriolet
- Ferrari 512 BB/BBI
- Ferrari Testarossa, 512TR, 512M
- Ferrari 550/575 Maranello, Barchetta Pinifarina und Superamerica
- Ferrari 365 GT 2+2, GT4 2+2
- Ferrari 400i und 412i
- Ferrari 456 GT/MGT
- 612 Scaglietti
- Ferrari 599 GTB
- Ferrari Enzo
- Ferrari LaFerrari
- Ferrari F12 Berlinetta

### Supersportsvogne
- Ferrari 288 GTO
- Ferrari F40
- Ferrari F50
- Enzo Ferrari (F60)
- Ferrari LaFerrari

### Løbsmodeller
- Ferrari Testarossa
- Ferrari 250 GT/GTO
- Ferrari 330P/P4
- 512 S Berlinetta
- Ferrari 312P/PB

### Prototyper og testdesigns
- BB Berlinetta Boxer
- Modulo
- 250 GT Zagato 3Z
- 365 GTC4 Spider
- Pinin
- FX
- Mythos
- Rosso
- 360 Barchetta
- F50 GT
- GG50
- Ferrari FXX
- Ferrari F90